# Estação Calle 11
A Estação Calle 11 é uma das estações do Metrô da Cidade do México, situada na Cidade do México, entre a Estação Periférico Oriente e a Estação Lomas Estrella. Administrada pelo Sistema de Transporte Colectivo, faz parte da Linha 12.
Foi inaugurada em 30 de outubro de 2012. Localiza-se no cruzamento da Avenida Tláhuac com a Rua Técnicos, a Rua Manuales e a Rua 11. Atende os bairros Unidad Habitacional Villas Estrella e Rinconada Estrella FOVISSSTE, situados na demarcação territorial de Iztapalapa. A estação registrou um movimento de 4.425.985 passageiros em 2016.
A estação recebeu esse nome por estar situada próxima à Rua 11, uma via que liga os bairros que se localizam ao sul do Cerro de la Estrella.

## História
A estação foi projetada para ser uma das estações que atenderia a Linha 12 do Metrô da Cidade do México. As obras se iniciaram em 23 de setembro de 2008 após vários adiamentos. Enfim, foi inaugurada em 30 de outubro de 2012 junto com as outras estações da Linha 12.
Porém, no dia 12 de março de 2014, a estação foi fechada devido a falhas estruturais no viaduto que conecta as estações elevadas da Linha 12. Foi reinaugurada no dia 28 de outubro de 2015, após um ano e meio fora de serviço.